# Schierlingsbecher

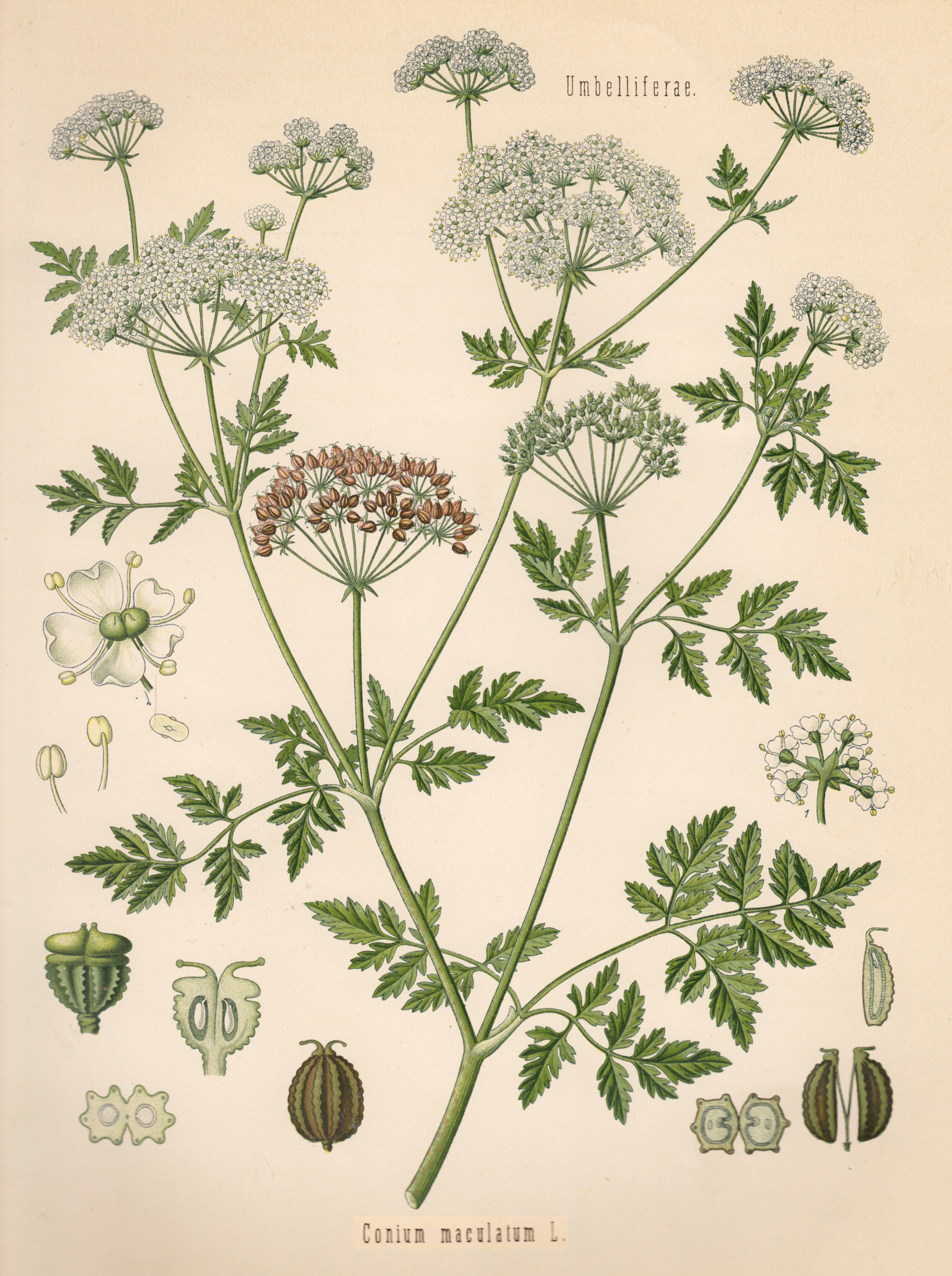
Schierling (Conium maculatum)

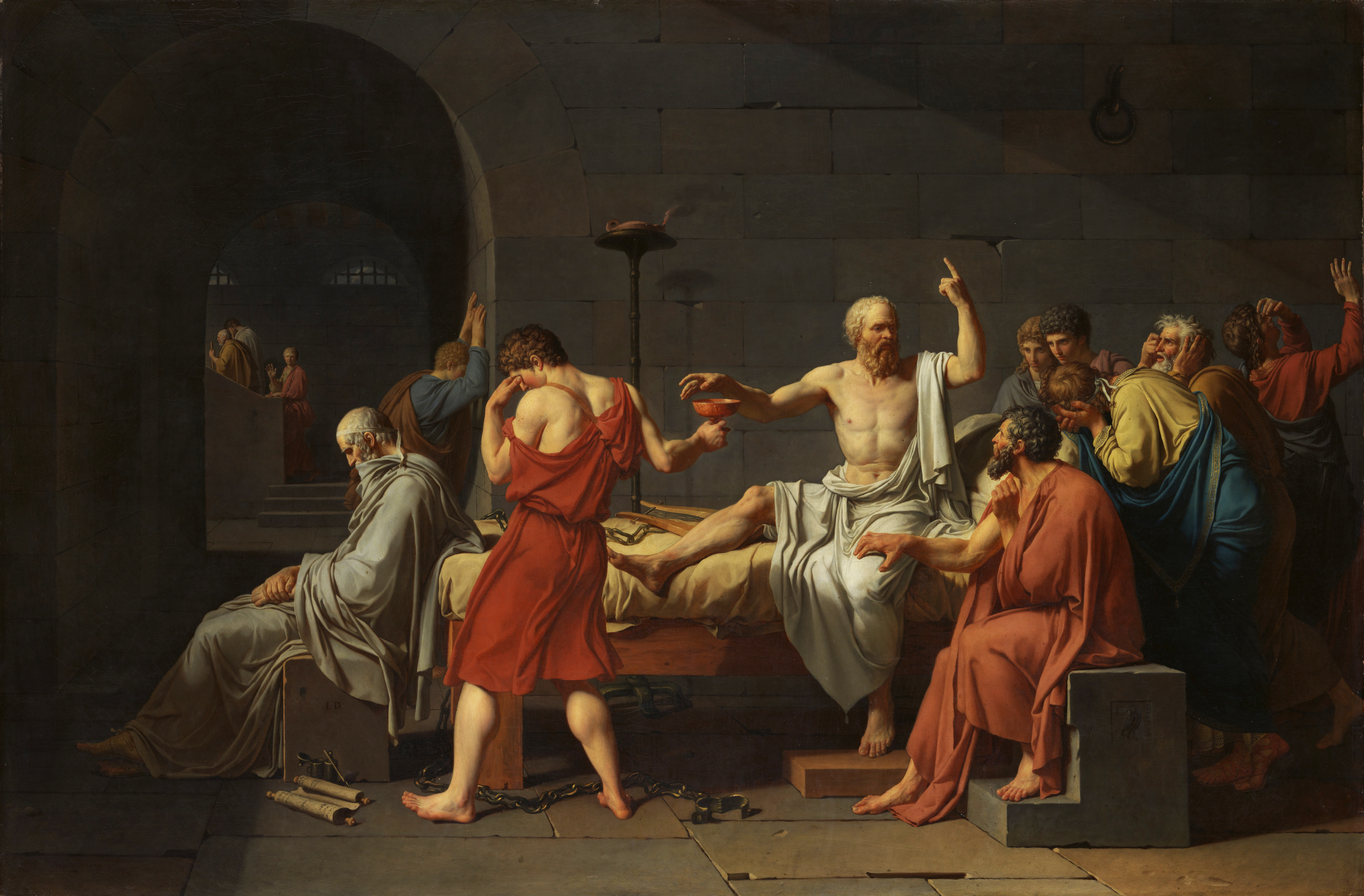
Jacques-Louis David: Der Tod des Sokrates (1787)

Strukturformel von Coniin

Schierlingsbecher (griechisch κώνειον kṓneion als Bezeichnung für die Pflanze und den aus ihr bereiteten Trank) wird der Becher (griechisch kylix) genannt, in dem sich in der Antike ein Getränk aus dem sehr giftigen Gefleckten Schierling befand, das im 5. und 4. Jahrhundert v. Chr. in Athen bei Hinrichtungen verwendet wurde. Man enthülste die Frucht, zerstampfte sie und streute eine dünne Schicht dieses Pulvers auf Wasser. Der Verurteilte leerte den Becher und führte damit selbst seinen Tod herbei. Mit dem Begriff „Schierlingsbecher“ wird hauptsächlich die Hinrichtung des Sokrates 399 v. Chr. verbunden. Auch bei freiwilligen Selbsttötungen kam der Schierling zur Anwendung.

## Wirkungsweise
Die tödliche Coniin-Dosis beträgt  6 bis 7 mg pro kg Körpermasse, also etwa 0,5 g für einen Erwachsenen. Da die Pflanze 1,5 bis 2 % des Stoffes enthält, benötigte man etwa 30 g der Droge, allerdings soll die Konzentration in den Samen besonders hoch sein.
Das Coniin bewirkt eine von den Füßen her aufsteigende Lähmung des Rückenmarks, welche schließlich zum Tod durch Atemlähmung führen kann. Der Vergiftete erstickt bei vollem Bewusstsein.
Coniin blockiert reversibel nikotinerge Acetylcholinrezeptoren und verhindert die Signalweiterleitung zwischen Zellen. Es wirkt sehr ähnlich wie Curare und andere Toxine, die mit Acetylcholinrezeptoren wechselwirken, wie Anatoxin A einiger Cyanobakterien, Nicotin, Arecolin der Betelnüsse, Cytisin des Goldregens und Epibatidin der Baumsteigerfrösche.

## Anwendung in der Antike
Im ausgehenden 5. und im 4. Jahrhundert v. Chr. war die Hinrichtung durch den Schierlingsbecher in Athen üblich. Insbesondere unter der Herrschaft der Dreißig (404–403 v. Chr.) wurden viele Hinrichtungen so vollzogen. Namentlich bekannte Personen, die auf diese Art hingerichtet wurden, sind neben Sokrates der Politiker Theramenes, Polemarchos, der Bruder des Redners Lysias, der Staatsmann Phokion und sein Freund Nikokles sowie die Politiker Thudippos, Hegemon und Pythokles, die zusammen mit Phokion und Nikokles 318 v. Chr. den Schierlingsbecher tranken.
Platons ausführliche Schilderung der Hinrichtung des Sokrates in seinem Dialog Phaidon ist literarisch gestaltet. Nach der traditionell in der Forschung dominierenden Auffassung ist sie stark geschönt. Die Beschreibung der Wirkungen des Pflanzengifts ist zwar in den Grundzügen korrekt, doch werden abstoßende Aspekte verschwiegen. Der Sterbevorgang ist von Krämpfen und Atemnot begleitet, schließlich tritt der Tod durch Ersticken ein. Diese unästhetischen Begleiterscheinungen sind im Phaidon nur sehr vorsichtig angedeutet. So berichtet Phaidon, Sokrates habe sein Gesicht verhüllt. Wenn dies zutrifft, dann wollte der Sterbende damit seinen Freunden den Anblick der krampfartigen Verzerrung der Gesichtszüge ersparen. Die beiläufige Erwähnung eines Zuckens des Körpers ist wohl ein dezenter Hinweis auf die Krämpfe. Die Schilderung der langsam im Körper von unten aufsteigenden Lähmung, deren Begleiterscheinung Empfindungslosigkeit ist, ist ein wesentlicher Aspekt der geschönten Darstellung; sie soll das ruhige Entweichen der Seele aus dem Körper veranschaulichen. Allerdings widerspricht Enid Bloch in einer 2002 veröffentlichten eingehenden Untersuchung der verbreiteten Annahme, der Ablauf könnte sich nicht doch in der von Platon beschriebenen Weise vollzogen haben. Sie hält Platons Schilderung für einen glaubwürdigen Bericht, der die Einzelheiten der Vergiftung korrekt wiedergebe. Die Frage, ob Sokrates an einer Vergiftung durch Schierling starb, bejahte grundsätzlich auch schon der Historiker und Pathologe William B. Ober in den 1970er Jahren. Allerdings bestätigt Platons Beschreibung nach seiner Einschätzung im Prinzip nur Platons Kenntnisse der Praktiken im Alten Griechenland und der damaligen Strafgesetze, nicht dagegen die Historizität der Umstände bei der Hinrichtung des Sokrates als solche.
Wenn der Verurteilte schmerzlos getötet werden sollte, wurde dem Schierlingsbecher betäubender Mohnextrakt beigegeben. Die erste bekannte Mischung dieser Art wird von Thrasyas aus Mantinea um 370 v. Chr. beschrieben.